# Кошелево (Тальменський район)
Ко́шелево (рос. Кошелево) — село у складі Тальменського району Алтайського краю, Росія. Входить до складу Лушниковської сільської ради.

## Населення
Населення — 222 особи (2010; 306 у 2002).
Національний склад (станом на 2002 рік):
- росіяни — 92 %